# Fond Dynastie
Fond Dynastie (Nezisková organizace Dynastie, Fond Dynastie, Fond Dynastie Dmitrije Zimina) byl v postsovětském Rusku první rodinná nezisková nadace založená Dmitrijem Ziminem pro podporu a rozvoj ruské vědy.
V květnu roku 2015 byl fond zařazen na seznam tzv. "zahraničních agentů". V souvislosti s tím zakladatel fondu Dmitrij Zimin oznámil ukončení financování nadace z vlastních finančních prostředků a možnou likvidaci fondu, k čemuž 5. července téhož roku také došlo.

## Poslání fondu
Nezisková organizace Fond Dynastie byla založena Dmitrijem Ziminem a rodinou Ziminových s cílem realizovat jejich pojetí intelektu a vědy, kterým ve společenském měřítku přisuzovali obrovský význam, a jejich víry v to, že:
- Nadaní mladí lidé, kteří se zabývají vědou, jsou schopni změnit svět k lepšímu.
- Hledání a podpora nových talentů, jejich myšlenek a projektů, jak v oblasti přírodních, tak i humanitních věd, je jedním z nejdůležitějších úkolů nejen současného Ruska, ale i světa.

## Vedení fondu
S platností od 31. března roku 2009 byl předsedou správní rady zvolen Alexandr Izosimov, který na tomto postu vystřídal Dmitrije Zimina. Dne 21. dubna 2010 byl předsedou správní rady zvolen rektor Ruské ekonomické školy (soukromá vysoká škola – pozn. překl.) Sergej Gurijev. Post výkonného ředitele zastává Anna Pjotrovskaja.
Správní rada fondu Dynastie:
- Sergej Gurijev, rektor Ruské ekonomické školy, předseda správní rady fondu Dynastie.
- Arkadij Dvorkovič, asistent při Úřadu prezidenta RF, státní úředník RF 1. stupně, prezident Svazu investičních a finančních analytiků.
- Dmitrij Zimin, čestný prezident otevřené akciové společnosti VimpelCom (Beeline), zakladatel fondu Dynastie.
- Boris Zimin, prezident investiční společnosti BMT Management Limited.
- Alexandr Izosimov, prezident otevřené akciové společnosti VimpelCom (Beeline), předseda správní rady fondu Dynastie.
- Sergej Petrov, poslanec Státní dumy, zakladatel společnosti Rolf Group.
- Boris Saltykov, prezident asociace Ruský dům mezinárodní vědecko-technické spolupráce.
- Jevgenij Jasin, vedoucí vědecký pracovník národní výzkumné univerzity – Vysoké školy ekonomické, prezident fondu Liberální mise.
- Berni Sačer, nezávislý ředitel pro strategický rozvoj banky Aton.
- Valerij Rubakov, akademik Ruské akademie věd, profesor, hlavní vědecký pracovník teoretického oddělení Institutu jaderného výzkumu Ruské akademie věd, předseda vědecké rady fondu Dynastie.

## Historie
- Fond Dynastie v roce 2001 založil Dmitrij Zimin poté, co dobrovolně opustil pozici generálního ředitele a stal se čestným prezidentem otevřené akciové společnosti VimpelCom.[1]
- V roce 2002 fond zahájil svůj první program, v rámci kterého poskytoval granty a stipendia studentům a mladým vědcům v oboru fyziky.[1]
- V následujícím roce byl zahájen program na podporu doktorandů a mladých vědců bez vědecké hodnosti.[6]. Ve stejném roce se fond Dynastie stal členem organizace Fórum dárců («Форум Доноров»)[1]
- V roce 2004 fond uspořádal první soutěž pro učitele fyziky a matematiky z celého Ruska, v rámci které odměnil 100 vítězů.[1][7] V srpnu toho roku se také uskutečnila první letní škola fondu Dynastie. V témže roce byl zahájen program Čas v Moskvě («Московское время»), v rámci kterého vznikly kolekce fotografií zachycující hlavní město na počátku 20. a 21. století.[1] V roce 2004 fond Dynastie společně s fondem Eurasie («Евразия») a společností Severstal-Group také odstartoval tříletý projekt Cesta k domovu zaměřený na sociální a psychologickou podporu dětí bez domova a rodinného zázemí.[1][3]
- V roce 2005 byl zahájen projekt Populární věda a spuštěna webová stránka Elementy (Элементы.ру). Ve fyzikálním institutu Ruské akademie věd se za účasti zahraničních vědců uskutečnilo několik veřejných přednášek z různých oblastí fyziky V daném roce byl zorganizován společný projekt s Institutem matematických věd při Imperial College London v oblasti geometrie, teorie strun a příbuzných oborů. Také bylo rozhodnuto o podpoře mikrobiologické laboratoře GeronLab.[1]
- Vydání knihy Stručná historie téměř všeho spisovatele Billa Brysona dalo v roce 2006 vzniknout knihovně fondu Dynastie. Taktéž byla vyhlášena soutěž s názvem Muzeum vědy v 21. století či dodatečný program na podporu nadaných matematiků. Rovněž byl zahájen program Regionální populárně-vědecké festivaly Dny vědy.[1]
- V roce 2007 byl pro středoškolské a vysokoškolské studenty fyziky zahájen program na podporu přípravy budoucích vědců.
- Od roku 2008 bylo zavedeno jednak předávání cen Prosvětitěl («Просветитель»)[8] v oblasti populárně-vědecké literatury, jednak cen za vynikající zásluhy v oblasti matematicko-fyzikálního vzdělávání učitelů.[1][9] Také byl zahájen program krátkodobých pobytů zahraničních vědců v Rusku a vytvořen rejstřík vědeckých specialistů ze všech oblastí přírodních věd.[1]
- Od 16. do 29. března 2009 v Centru současného umění Vinzavod («Винзавод») proběhl populárně-vědecký festival ScienceArtFest.[10] Dne 27. října 2009 fond Dynastie společně s ruskou státní zpravodajskou agenturou RIA Novosti spustil přímý přenos cyklu veřejných přednášek světových vědeckých hvězd.[11]
- V roce 2010 byl rozšířen program na podporu učitelů, kterého se od této doby mohli zúčastnit, kromě učitelů matematiky a fyziky, také učitelé chemie a biologie. V rámci programu na podporu žáků základních škol se uskutečnila první soutěž vzdělávacích projektů.
- Na webových stránkách serveru Elementy byla vytvořena videotéka, kde se nacházely volně přístupné videozáznamy veřejných přednášek předních vědců a popularizátorů vědy, populárně-vědeckých přednášek pro mladší žáky, workshopů pro učitele organizovaných za podpory fondu Dynastie. Ve spolupráci s francouzským velvyslanectvím v Rusku proběhlo několik jednání u kulatého stolu za účasti významných ruských a francouzských vědců. Za podpory fondu Dynastie bylo publikováno 11 populárně-vědeckých knih. Během své činnosti fond Dynastie ze své knihovny předal více než patnáct tisíc knih knihovnám, institutům a školám po celém Rusku, a také vítězům různých soutěží a konkurzů pořádaných fondem. Poprvé byly Dny vědy zorganizovány speciálně pro děti ve Všeruském dětském centru Orljonok (Всероссийский детский центр «Орлёнок»).
- V roce 2013 zemřel Ilja Segalovič – člen správní rady fondu, a také jeden ze zakladatelů internetové společnosti Yandex (Яндекс).[12]
- V roce 2014 letní škola věnující se otázkám teoretické fyziky získala mezinárodní status a proběhla v anglickém jazyce.[1]
- Po vleklých jednáních s ministerstvem spravedlnosti RF ohledně zařazení fondu na seznam tzv. zahraničních agentů 5. července 2015 správní rada rozhodla o ukončení činnosti fondu Dynastie. (V Rusku platí kontroverzní zákon, který ukládá všem nevládním organizacím, pobírajícím finanční podporu ze zahraničí, označovat se hanlivě vnímaným označením „zahraniční agent“. – pozn. překl.).[13]

## Zařazení na seznam tzv. "zahraničních agentů" a likvidace fondu
Dne 25. května 2015 na základě výsledků „plánované“ kontroly dokumentů hlavní správa ministerstva spravedlnosti RF v Moskvě označila fond Dynastie za zahraničního agenta a zařadila jej na příslušný seznam. Úřad zjistil, že fond čerpal finanční prostředky ze zahraničí, a také se zabýval politickou činností. Organizace posledních deset let podporovala Vědecký fond teoretického a aplikovaného výzkum Liberální mise, který byl mimochodem také označen za zahraničního agenta, a v jehož čele stál vedoucí vědecký pracovník Vysoké školy ekonomické Jevgenij Jasin. Zakladatel Dynastie Dmitrij Zimin vyjádřil svůj nesouhlas s rozhodnutím úřadů a oznámil o svém záměru zastavit financování fondu z vlastních zahraničních finančních prostředků. O dalším osudu organizace měla rozhodnout správní rada na svém zasedání 8. června, na které Dmitrij Zimin odmítl napadnout rozhodnutí úřadů soudní cestou. 28. května ministerstvo spravedlnosti vyzvalo fond, aby na sebe vzal administrativní odpovědnost spojenou s nedodržením zákona o zahraničních agentech. Organizace byla obviněna podle 1. části paragrafu 19.34 trestního zákoníku RF o správních přestupcích (porušení podmínek fungování neziskových organizací, jež mají funkci zahraničního agenta). Fondu hrozila pokuta ve výši 300 až 500 tisíc rublů.
Rada pro vědu při ruském ministerstvu školství a vědy už v polovině května vyjádřila svůj nesouhlas s možným zařazením fondu na seznam zahraničních agentů. Podporu fondu Dynastie vyjádřil také předseda Výboru občanských iniciativ a exministr financí RF Aleksej Kudrin či zmocněnec pro lidská práva v RF Ella Pamfilova, podle které „je přímo absurdní, že občan RF vynakládá své ohromné prostředky na dobročinné účely ve vlastní zemi, a jeho fond následně označí za zahraničního agenta“. Na webové stránce Sdružení vědeckých pracovníků byl zveřejněn otevřený dopis, ve kterém několik ruských vědců žádalo, aby fond nebyl zařazen na seznam zahraničních agentů. Tento otevřený dopis adresovaný ministru spravedlnosti Alexandru Konovalovu podepsalo 10 akademiků a 18 dopisujících členů Ruské akademie věd. Rada pro lidská práva při úřadu prezidenta RF se Dmitriji Ziminovi a Jevgeniji Jasinovi omluvila za zařazení jejich fondů Dynastie a Liberální mise mezi ostatní neziskové organizace, vedené na seznamu zahraničních agentů a Konovalova vyzvala, aby zrušil přijaté rozhodnutí, v opačném případě členové Rady nevyloučili možnost zahájení soudního sporu. Podle jejich názoru by měl být samotný zákon zrušen, nebo pozbýt platnosti.
Dne 6. června se na Suvorovském náměstí v Moskvě sešlo 3 400 lidí, aby vyjádřilo podporu fondu Dynastie. Spolu s představiteli vědeckých kruhů a studenty se shromáždění zúčastnili také opoziční politici Alexej Navalnyj a Andrej Nečajev. Dne 8. června správní rada fondu Dynastie dospěla k závěru, že pro konečné rozhodnutí o budoucnosti fondu potřebuje dodatečnou informaci právní a finanční povahy. Po obdržení této informace se rada opět sejde, do té doby však bude pokračovat ve své práci. Dne 17. června 2015 smírčí soud Tverského obvodu v Moskvě uložil fondu Dynastie pokutu ve výši 300 000 rublů za odmítnutí registrovat organizaci jako zahraničního agenta. Dne 5. července 2015 na zasedání správní rady fondu bylo rozhodnuto o likvidaci Dynastie. 30. července 2015 k samolikvidaci přistoupil fond Srjeda Borise Zimina (syna Dmitrije Zimina), poté co by také označen za zahraničního agenta.